# Andrea Vendrame
Andrea Vendrame, född 20 juli 1994, är en italiensk professionell landsvägscyklist.

## Karriär
Vendrame har cyklat professionellt sedan 2014. Bland hans meriter kan nämnas en etappseger i Giro d'Italia år 2021.